# Anastasia Masaro
Anastasia Masaro (Toronto, 12 de novembro de 1974) é uma diretora de arte canadense. Como reconhecimento, foi nomeado ao Oscar 2010 na categoria de Melhor Direção de Arte por The Imaginarium of Doctor Parnassus.